# 街ぐるり
街ぐるり（まちぐるり）は、栃木県小山市にある株式会社オーエムエンジニアリングが運営していた小山市の地域密着ポータルサイトである。2020年より、個人に運営権を委ねる形となり、OMEはプロダクトネームオーナーとなっている。
サイトオープンは2013年10月。主に小山市のスポット情報を取り扱っているが、特に地域の限定はしていない為、近隣の情報が掲載されることもある。掲載されているスポット情報は飲食店をはじめ、公園、レジャー施設など、2020年現在で約3000件程度の登録がある。特設ページは有料掲載で、通常の店舗掲載は現在は無料となっているようで、営業担当者がお店・企業を訪問して登録を行うこともあれば、店舗・企業側からサイトの問い合わせを通じてのサイト掲載が可能なようだ。

## 関連企業
- 運営 - oyamacity.com(Akira)
- プロダクトネームオーナー - 株式会社オーエムエンジニアリング